# Navarrete (Bernedo)
Navarrete es un concejo del municipio de Bernedo, en la provincia de Álava.

## Toponimia
El lugar puede aparecer referido como «Navarrete» y «Navarretejo».

## Historia
Hacia mediados del siglo XIX, el lugar, ya por entonces perteneciente a Bernedo, tenía contabilizada una población de ochenta habitantes. Aparece descrito en el duodécimo volumen del Diccionario geográfico-estadístico-histórico de España y sus posesiones de Ultramar de Pascual Madoz de la siguiente manera:

NAVARRETE ó NAVARRETEJO: l. del ayunt. de Bernedo en la prov. de Alava (á Vitoria 5 1/2 leg.), part. jud. de Laguardia (3), aud. terr. de Búrgos (22), c. g. de las Provincias Vascongadas, dióc. de Calahorra (15). sit. al S. de Vitoria, á la de la gran sierra que la separa de la Rioja. clima saludable. Tiene 30 casas, igl. parr. (San Fabian y San Sebastian, y su patrono San Juan Bautista) aneja de Bernedo, y servida por un beneficiado de su cabildo; 2 ermitas dedicadas á San Salvador y San Bartolomé, y 2 fuentes, una de ellas mineral. Confina N. Faido; E. Loza; S. Villafranca, y O. Baroja: dentro de esta circunferencia hay bastante monte poblado de árboles. El terreno es de mediana calidad. Los caminos locales. El correo se recibe de Logroño. prod.: trigo, cebada, maiz, legumbres y pastos; cria ganado vacuno, lanar y cabrío, caza abundante de volateria. pobl.: 20 vec., 80 alm. riqueza con su ayunt. (V.).
(Madoz, 1849, p. 133)

Décadas después, ya en el siglo XX, se describe de la siguiente manera en el tomo de la Geografía general del País Vasco-Navarro dedicado a Álava y escrito por Vicente Vera y López:

Navarrete ó Navarretejo.—Está situado á la derecha del río Genevilla, afluente del Ega, distando de Bernedo 2,070 metros. Limita, al N., con Urturi; al E., con Bernedo; al S., con Villafría, y al O., con Treviño. Su caserío se compone de 65 viviendas; la población asciende á 123 almas de hecho y 130 de derecho. La parroquia, dedicada á San Juan, es de categoría rural de segunda clase, perteneciente al arciprestazgo de Campezo. Tiene una escuela incompleta, con asistencia de 18 niños y niñas. Le pertenece el aprovechamiento de la dehesa del nombre del lugar, y tiene participación en otros montes.
(Vera y López, 1915-1921, p. 649)

En 2022, tenía empadronados 42 habitantes.

## Demografía
| Gráfica de evolución demográfica de Navarrete entre 2000 y 2017 |
|                                                                 |
| Población de derecho según los censos de población del INE.     |

## Cultura

### Patrimonio material

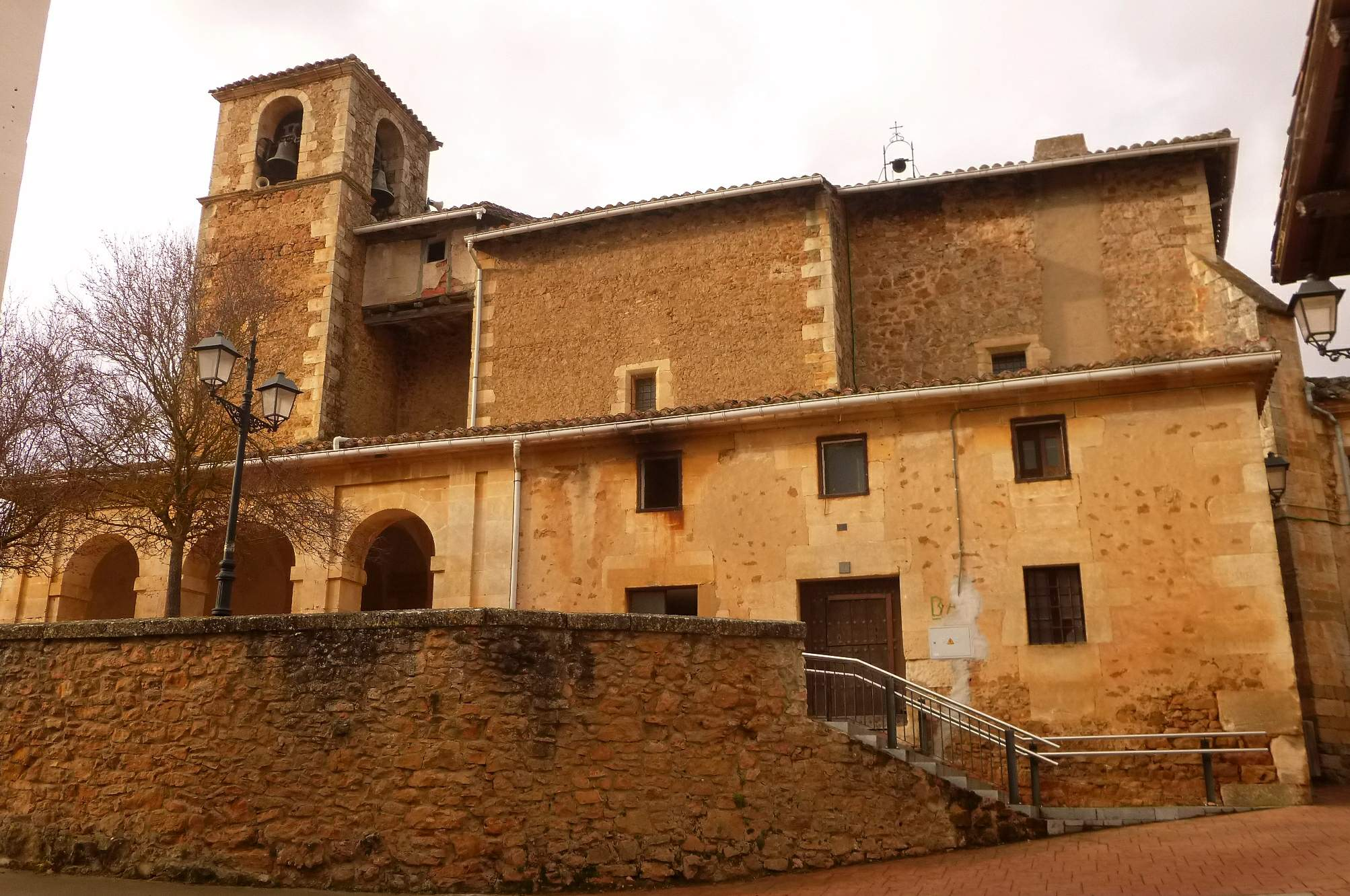
Vista de la iglesia de San Juan Bautista

- Iglesia de San Juan Bautista (Navarrete).[2][3]Construcción de mampostería con una torre cuadrada rural y un pórtico moderno con tres arcos, destacando su portada barroca de principios del siglo XVII. De nave única con dos capillas laterales, se cubre con bóvedas estrelladas góticas y alberga un retablo mayor barroco del siglo XVII, con la imagen del titular, un Calvario y relieves de la Pasión de Cristo. También cuenta con retablos barrocos dedicados a San Jorge y la Virgen del Rosario. Se tiene constancia de una ermita desaparecida de San Bartolomé y un templo dedicado a San Salvador en el siglo XVII.[5]